# Niederwinkling
Niederwinkling é um município da Alemanha, situado no distrito de Straubing-Bogen, no estado da Baviera. Tem 25,63 km² de área, e sua população em 2019 foi estimada em 2.814 habitantes.